# اسکاتدیل (جورجیا)
اسکاتدیل (به انگلیسی: Scottdale) یک منطقهٔ مسکونی در ایالات متحده آمریکا است که در شهرستان دیکلب، جورجیا واقع شده‌است. اسکاتدیل ۹ کیلومتر مربع مساحت و ۱۰٬۶۳۱ نفر جمعیت دارد و ۳۱۴ متر بالاتر از سطح دریا واقع شده‌است.